# Dolní Lukavice
Dolní Lukavice település Csehországban, a Dél-plzeňi járásban. Dolní Lukavice Chlumčany, Horní Lukavice, Předenice, Netunice, Přeštice, Útušice és Řenče településekkel határos. Lakosainak száma 1105 fő (2024. január 1.).

## Népesség
A település lakosságának változását az alábbi diagram mutatja:
| Lakosok száma | 1500 | 1543 | 1702 | 1244 | 927  | 761  | 922  | 980  | 1060 | 1105 |
|               | 1869 | 1890 | 1921 | 1950 | 1980 | 2001 | 2017 | 2019 | 2022 | 2024 |